# Ranunculus pedatifidus
Ranunculus pedatifidus là một loài thực vật có hoa trong họ Mao lương. Loài này được Sm. miêu tả khoa học đầu tiên năm 1818.

## Hình ảnh

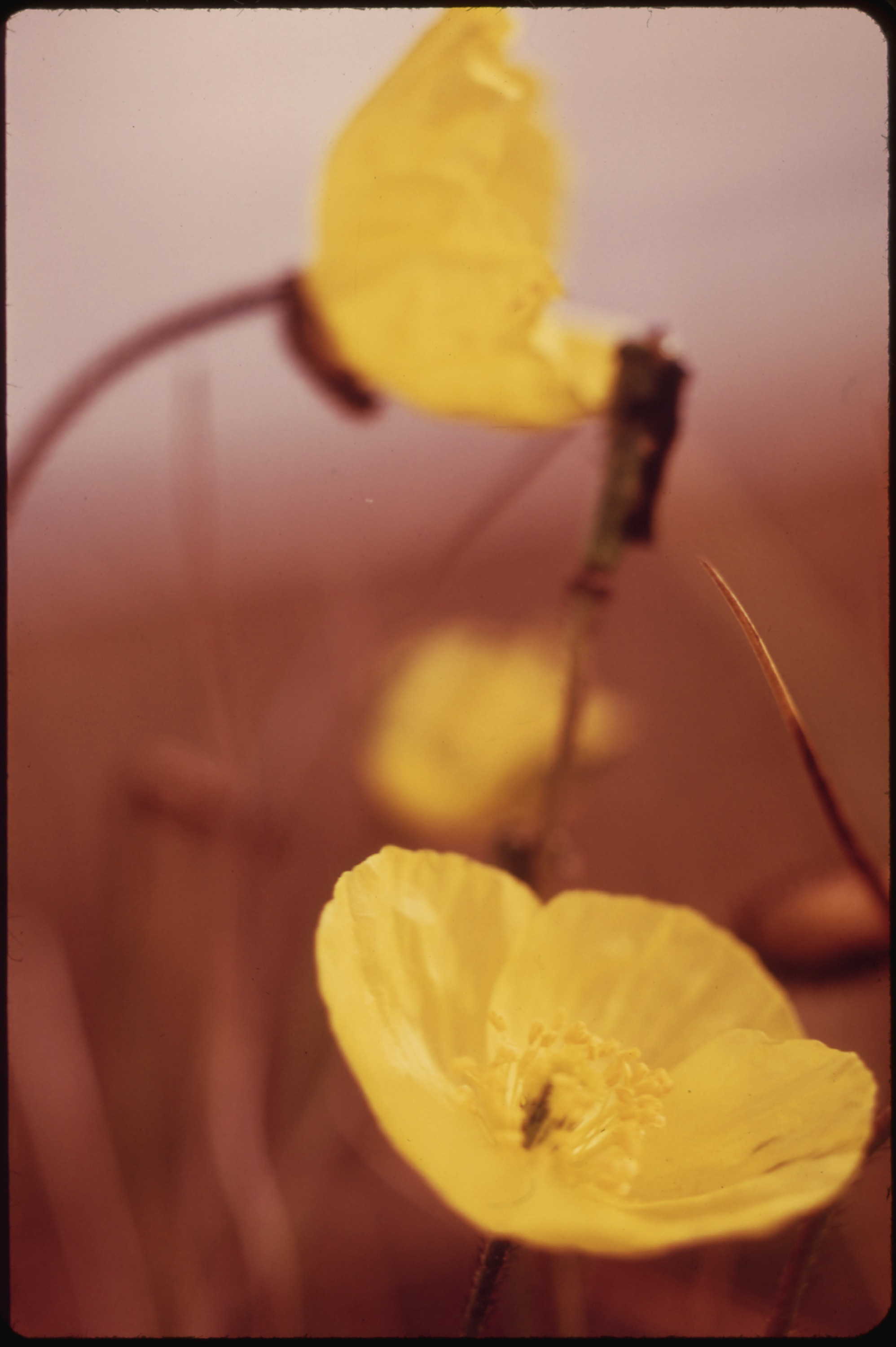